# لورانس واشنطن (1659 - 1698)
لورانس واشنطن (بالإنجليزية: Lawrence Washington)‏ (1659 - فبراير 1698) كان محاميا وسياسيا وجنديا ومزارعا وقاضي صلح أمريكي في مستوطنة فرجينيا وهو جد الرئيس الأمريكي جورج واشنطن. وكان لورانس واشنطن الابن الأكبر لجون واشنطن وٱن بوب. سمي لورانس على جده لورانس واشنطن (1602 - 1653).